# Jižní vědecko-technologická univerzita
Jižní vědecko-technologická univerzita (čínsky v českém přepisu Nan-fang kche-ťi ta-süe, pchin-jinem Nánfāng Kējì Dàxué, znaky zjednodušené 南方科技大学, tradiční 南方科技大學) je univerzita v Šen-čenu v Kuang-tungu v Čínské lidové republice.
Podléhá šenčenské samosprávě, která ji také zčásti financuje. Byla založena v roce 2009 a uvedena do provozu v roce 2011. K roku 2018 měla přes pět tisíc studentů. Většina výuky probíhá v angličtině.
Kampus univerzity je v městském obvodě Nan-šan v jihozápadní části města.